# Paul N. J. Ottosson
Paul N. J. Ottosson (Lönsboda, 25 de fevereiro de 1966) é um sonoplasta sueco. Venceu o Oscar de melhor mixagem de som na edição de 2010 por The Hurt Locker, ao lado de Ray Beckett.